# Sântandrei
Sântandrei là một xã thuộc hạt Bihor, România. Dân số thời điểm năm 2002 là 3977 người.